# Sagan om sjön
Sagan om sjön (finska: Järven tarina) är en finsk naturfilm från 2016 i regi av Marko Röhr och Kim Saarniluoto. Den handlar om Finlands sjöar, djurlivet i dem och deras plats i finsk mytologi. En ramhandling följer vattenrået Ahitar och hennes resa längs sjöarna under ett år. Samuli Edelmann gör filmens berättarröst.
Filmen slog rekord som Finlands mest sedda dokumentärfilm på bio.

## Tillkomst
Filmen är en fristående uppföljare till Sagan om skogen från 2012, som på ett liknande sätt skildrar Finlands skogsliv. Sagan om sjön fick 50 000 euro i utvecklingsstöd och 130 000 euro i produktionsstöd från Finlands filmstiftelse. Den tog tre år att göra och klipptes samman från 700 timmar inspelat material.

## Utgivning
Premiären ägde rum 15 januari 2016. I början av mars 2016 hade över 130 000 biobesökare sett filmen, vilket gjorde den till Finlands mest sedda dokumentärfilm på bio. Den tidigare rekordinnehavaren var Selänne från 2013, om ishockeyspelaren Teemu Selänne.

## Mottagande
Johanna Grönqvist på Svenska Yle skrev: "Då mänskan idag också i en allt mer rasande takt förstör naturen blir dokumentärer som Sagan om sjön allt viktigare. Här finns en bit av den finländska naturen bevarad för eviga tider. Styrkan i både Sagan om skogen och Sagan om sjön är att de gör naturen lockande. Efter att ha sett den förra filmen ville man bara gå ut och sätta sig djupt inne i skog, och samma känsla infinner sig här. Man vill sätta sig vid en sjö och bara uppleva."